# Segelkanot

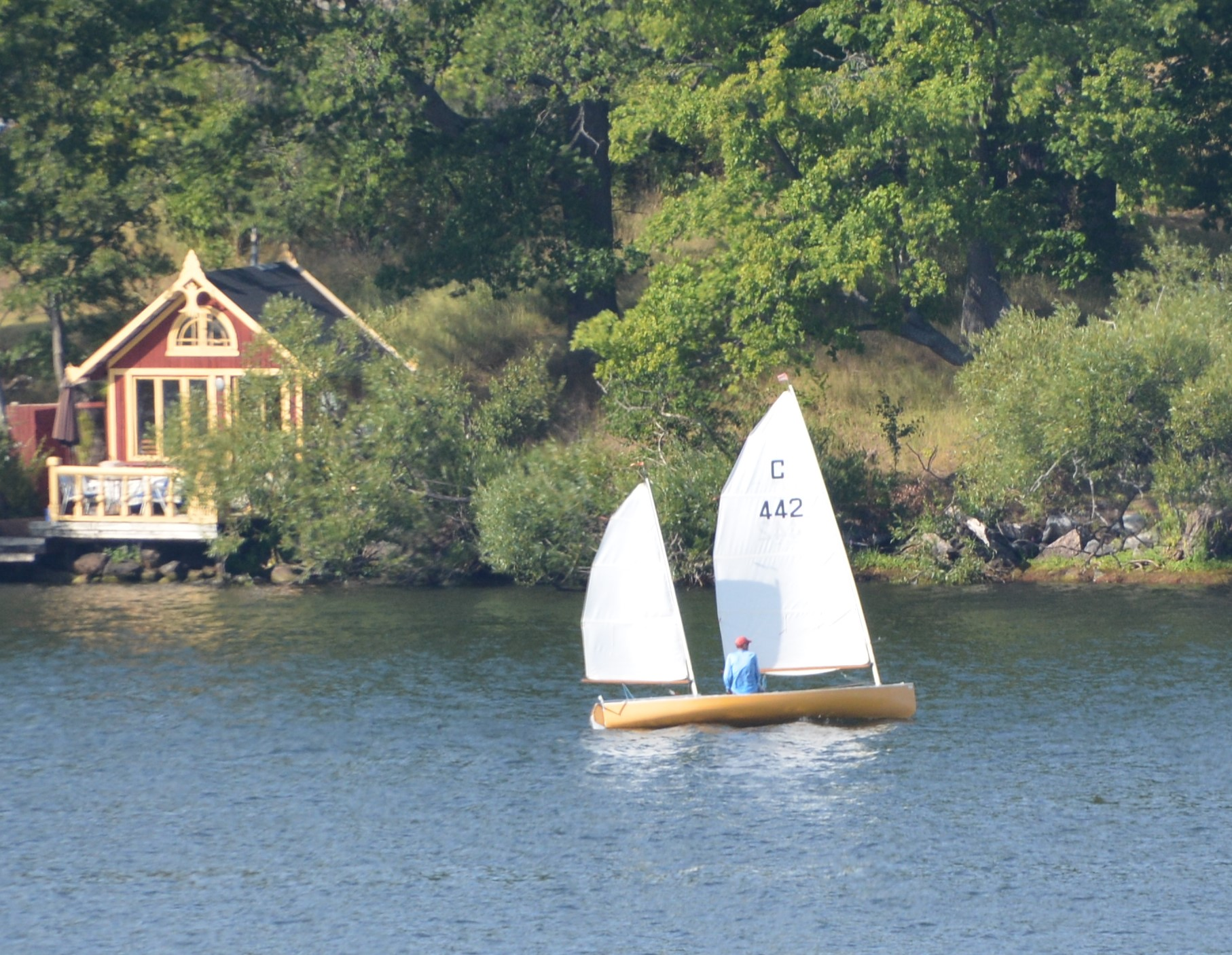
Kanotriggad C-kanot

En segelkanot är en mindre centerbordsbåt som har en förstäv och en akterstäv, det vill säga den är spetsig både fram och bak precis som en kanot. En segelkanot är dock inte lika smal som en paddelkanot. En pionjär känd för sina långfärder i segelkanot var Herman Lantz.
En segelkanot är snabb för sin storlek. Alla segelkanoter har så kallade hängbrädor där seglaren hänger ut för att väga upp kanoten när det blåser. Kvinnor och män kappseglar därför i gemensamma klasser. Trots sin litenhet lämpar sig segelkanoten inte bara för kappsegling. Det finns utrymmer för packning och möjlighet att sova bekvämt ombord.
Inom den svenska kanotseglingen finns i en mängd olika klasser, från de minsta juniorbåtarna A-kanot och B-kanot till långfärdseglare som C-kanot, D-kanot och E-kanot, och extrema kappseglingsbåtar som IC-kanot. IC-kanot är en internationell klass, de övriga A- till E-, är specifikt svenska klasser. Kanotjakt är inte en formell klass, utan är större kanoter som inte omfattas av den nuvarande klassningen. 

## C-, D- och E- kanoter

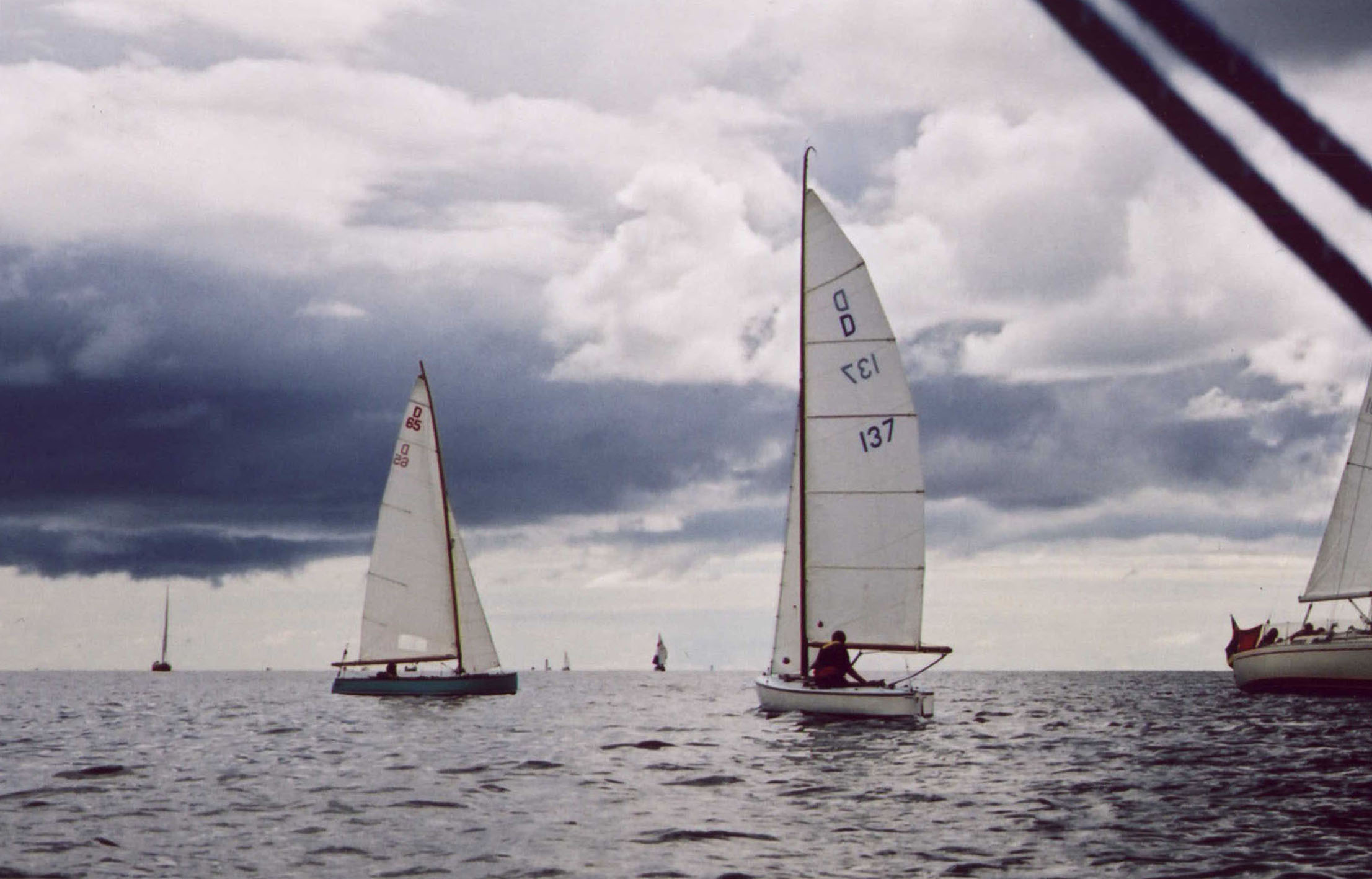
D-kanoter

Regeln beskriver i kort sammanfattning C-, D- och E-kanoten som en heldäckad farkost, utan akterspegel och försedd med uppdragbart centerbord och roder, som är campingbar.
Med bomtält är C-, D- och E-kanoter utmärkta campingbåtar. I de större kanoterna kan man sova två personer. Tack vare det grunda djupgåendet kan man ofta hitta en egen vik där ingen annan kommer in.
Segelföringen är fri och därför används flera riggtyper, så som kanotrigg, ketchrigg och sluprigg. 
Kappseglandet i dessa klasser sker på en trevlig nivå med nya och äldre kanoter tillsammans. Även om det är en viss skillnad på kanoterna hittar man alltid någon att tampas och jämföra sin framfart med.
Nya segelkanoter självbyggs till största del både i plast och trä. Begagnade kanoter finns i alla prisklasser från renoveringsobjekt till fina, fullt utrustade långfärdsseglare .
Inom kanotsegling arrangeras det SM, DM och klubbkappseglingar runt om i Sverige.

## Kanotjakt
Är en segelkanot som är större och tyngre och inte mäter in som D-kanot. Dessa båtar är mer komfortabelt utrustade. Men har ändå segelkanotens fördelar med uppdragbart centerbord och roder som gör skärgården oändligt mycket större. Kanotjakter finns framför allt på västkusten och kappseglas flitigt på Göteborgs Kanotförening.

## IC-kanot
Sportsligt är det dock IC-kanoten som fört kanotseglingens vimpel och ära med sig runt världen. Sverige har fostrat flera världsmästare i klassen. Att segla IC är en mycket speciell upplevelse, den har en fantastisk direktverkande roderkänsla, tar bra höjd och hisnande fart. Man sköter allt själv; fock, storsegel och roder, samtidigt som man hänger 1.5 meter utanför kanoten i en fart på kanske 15-20 knop.
IC-kanot seglas nu framgångsrikt även med asymmetrisk spinnaker. Denna så kallade AC-kanot seglar i en egen klass med delvis samma bana som IC-klassen. För närvarande dominerar Storbritannien klassen med några få AC-kanoter i Tyskland, USA och Australien. Det enda förutom spinnakerutrustningen som skiljer klasserna åt är ett rött A nertill i storseglet. 